# Liste der denkmalgeschützten Objekte in Andorf
Die Liste der denkmalgeschützten Objekte in Andorf enthält die 8 denkmalgeschützten, unbeweglichen Objekte der Gemeinde Andorf im Bezirk Schärding (Oberösterreich).

## Denkmäler
| Foto |                 | Denkmal                                                                               | Standort                                       | Beschreibung | Metadaten |
| ---- | --------------- | ------------------------------------------------------------------------------------- | ---------------------------------------------- | --- | --- |
| ja   | Datei hochladen | Pfarrhof HERIS-ID: 70762 Objekt-ID: 83888                                             | Hauptstraße 1 Standort KG: Andorf              | Der Vierseithof wurde zwischen 1816 und 1819 erbaut und später bis auf den Nordtrakt abgerissen. Das Hauptgebäude mit steilem Walmdach und biedermeierlichem Dekor wurde 1980/81 restauriert. | BDA-Hist.: Q38125845 Status: § 2a Stand der BDA-Liste: 2025-06-30 Name: Pfarrhof GstNr.: .62/1                                                                                 |
| ja   | Datei hochladen | Gemeindeamt, Bösbauer-Villa HERIS-ID: 70767 Objekt-ID: 83893                          | Hauptstraße 32 Standort KG: Andorf             | Das Rathaus, auch „Bösbauer-Villa“ oder „Riedhof“ genannt, wurde in den Jahren 1919 bis 1922 nach Plänen des Andorfer Architekten Hans Feichtlbauer erbaut. | BDA-Hist.: Q38125855 Status: § 2a Stand der BDA-Liste: 2025-06-30 Name: Gemeindeamt, Bösbauer-Villa GstNr.: .254/1                                                             |
| ja   | Datei hochladen | Kapellenbildstock HERIS-ID: 70768 Objekt-ID: 83894                                    | bei Hauptstraße 32 Standort KG: Andorf         | Die Nischenkapelle, die sich vor dem Gemeindeamt befindet und eine Lourdes-Marienfigur zeigt, wurde 1922 erbaut. | BDA-Hist.: Q38125863 Status: § 2a Stand der BDA-Liste: 2025-06-30 Name: Kapellenbildstock GstNr.: .254/1                                                                       |
| ja   | Datei hochladen | Kriegerdenkmal HERIS-ID: 70771 Objekt-ID: 83905                                       | Kirchenplatz Standort KG: Andorf               | Das Denkmal wurde 1920 errichtet, 1952 adaptiert und befindet sich seit 1970 am heutigen Platz östlich der Kirche. | BDA-Hist.: Q38125881 Status: § 2a Stand der BDA-Liste: 2025-06-30 Name: Kriegerdenkmal GstNr.: .86/1                                                                           |
| ja   | Datei hochladen | Kath. Pfarrkirche hl. Stephan HERIS-ID: 52012 Objekt-ID: 57937                        | Kirchenplatz Standort KG: Andorf               | Der Chor und der Unterbau des Turmes ist gotisch. Das Langhaus errichtete der Schärdinger Baumeister Georg Türk in den Jahren 1760 bis 1762 im barocken Stil. Die Glockenstube des Kirchturmes wurde 1745/46 sowie 1818/19 umgebaut. | BDA-Hist.: Q25275568 Status: § 2a Stand der BDA-Liste: 2025-06-30 Name: Kath. Pfarrkirche hl. Stephan GstNr.: .86/1 Pfarrkirche hl. Stephan, Andorf                            |
| ja   | Datei hochladen | Kath. Filialkirche hl. Sebastian im Ried, Riedkirche HERIS-ID: 52013 Objekt-ID: 57943 | Thomas-Schwanthaler-Straße Standort KG: Andorf | Diese frühbarocke Pestkirche wurde 1635–1638 erbaut. Baumeister war Bartholomäus Viscardi; die Schutzmantelmadonna in der Kirche stammt von Thomas Schwanthaler. | BDA-Hist.: Q38048642 Status: § 2a Stand der BDA-Liste: 2025-06-30 Name: Kath. Filialkirche hl. Sebastian im Ried, Riedkirche GstNr.: .104 Filialkirche hl. Sebastian in Andorf |
| ja   | Datei hochladen | Freilichtmuseum, Hofkapelle-Brunnbauerhof HERIS-ID: 70712 Objekt-ID: 83836            | Großpichl 4 Standort KG: Schulleredt           | Neben dem Brunnbauerhof selbst wird das denkmalgeschützte Ensemble durch eine Hauskapelle, den Fischweiher und das Backhaus ergänzt. | BDA-Hist.: Q38125716 Status: Bescheid Stand der BDA-Liste: 2025-06-30 Name: Freilichtmuseum, Hofkapelle-Brunnbauerhof GstNr.: 3109 Freilichtmuseum Brunnbauerhof in Andorf     |
| ja   | Datei hochladen | Freilichtmuseum, Brunnbauerhof HERIS-ID: 62500 Objekt-ID: 75056                       | Großpichl 4 Standort KG: Schulleredt           | Der Bauernhof ist ein typischer Innviertler Vierseithof mit einem Wohnhaus in Holzblockbauweise, zwei Stallgebäuden in Massivbauweise und einer nach alter Zimmermannsstatik errichteten Scheune. Die Einrichtung stammt aus der Zeit zwischen 1806 und 1910. Erstmals urkundlich erwähnt wurde im Jahr 1532 ein „Hans Prunbaur“ als Besitzer des Hofes. | BDA-Hist.: Q38100072 Status: Bescheid Stand der BDA-Liste: 2025-06-30 Name: Freilichtmuseum, Brunnbauerhof GstNr.: 3109 Freilichtmuseum Brunnbauerhof in Andorf                |